# Orde van Militaire Verdienste (Marokko)
De Orde van Militaire Verdienste (Frans: "Ordre de Mérite militaire) werd op 8 juli 1910 door de Marokkaanse Sultan Hafiz ingesteld. Men verleende de orde aan officieren. De orde heeft een enkele graad.
Het lint is oranje met een brede lichtgroene middenstreep.
Op 7 augustus 1910 werd ook een Marokkaanse Sherifien Orde van Militaire Verdienste ingesteld.